# Comté de Cochran
Le comté de Cochran, en anglais : Cochran County, est un comté situé dans le nord-ouest de l'État du Texas aux États-Unis. Il est nommé en l'honneur de Robert Cochran, qui est mort au siège de Fort Alamo. Fondé le 19 novembre 1876, son siège de comté est la ville de Morton. Selon le recensement de 2020, sa population est de 2 547 habitants. 
Le comté a une superficie de 2 008 km2, dont la presque totalité en surfaces terrestres. 

## Comtés adjacents
| Comté de Roosevelt | Comté de Bailey  |                  |
|                    | comté de Cochran | Comté de Hockley |
| Comté de Lea       | Comté de Yoakum  |                  |

## Démographie
Lors du recensement de 2010, le comté comptait une population de 3 127 habitants. Elle est estimée, en 2017, à 2 851 habitants.

Pyramide des âges du comté de Cochran (2000).